# مضخة حرارية هوائية المصدر

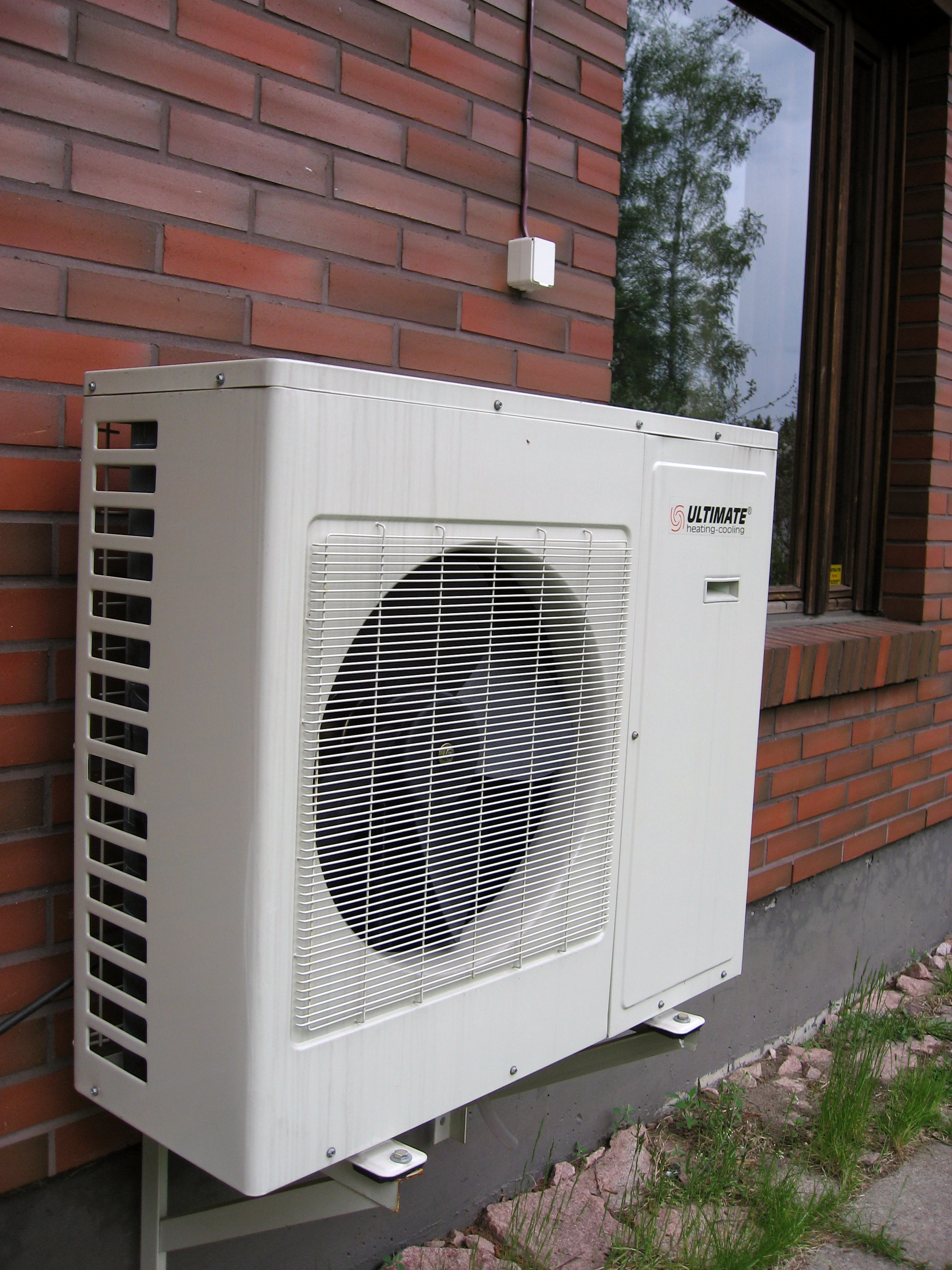

المضخة الحرارية هوائية المصدر (وتدعى اختصارًا المضخة الحرارية الهوائية «إيه إس إتش بّي») هي نظام ينقل الحرارة من خارج مبنى إلى داخله، أو بالعكس. عملًا بمبادئ التبريد الانضغاطي التبخيري، تستخدم المضخة الحرارية هوائية المصدر نظام تبريد يحتوي ضاغطًا ومكثفًا لامتصاص الحرارة في مكان وإعطائها في مكان آخر. يمكن استخدامها لتدفئة الغرف أو تبريدها، وتدعى أحيانًا «مكيفات الهواء ذات الدورة العكسية».
في استخدامات التدفئة المنزلية، تمتص المضخة الحرارية الهوائية الحرارة من الهواء الخارجي وتعطيها داخل المبنى، على شكل هواء الساخن، أو عبر المشعات المملوءة بالماء الساخن، أو التدفئة تحت الأرضية، أو تسخين المياه المنزلية. يمكن عكس عمل النظام في الصيف لتبريد المنزل من الداخل. يمكن لأنظمة المضخات الحرارية الهوائية عند تصميمها بالمواصفات الصحيحة أن توفر حل تدفئة مركزية كاملة مع تسخين للمياه حتى درجة حرارة 80 درجة مئوية.

## الوصف
يمتلك الهواء عند أي درجة حرارة فوق الصفر المطلق بعضًا من الطاقة. تنقل مضخة حرارية هوائية المصدر بعضًا من هذه الطاقة على شكل حرارة من مكان إلى آخر، على سبيل المثال بين خارج وداخل مبنى. يمكن أن يوفر هذا تدفئة أماكن (تدفئة غرف) أو تسخينًا للمياه. يمكن تصميم نظام مفرد لنقل الحرارة في كل اتجاه على حدة، لتسخين أو لتبريد المساحة الداخلية لمبنى في الشتاء والصيف على التتالي. للتبسيط، يركز الوصف التالي على التدفئة الداخلية.
آلية العمل مشابهة لوحدة تكييف هواء تستخدم لأغراض التبريد أو التثليج: يرجع سبب اختلاف التأثير للموقع الفيزيائي لعناصر النظام المختلفة. تمامًا كما تسخن الأنابيب خلف الثلاجة عندما يبرد داخلها، تسخن المضخة الحرارية الهوائية الجزء الداخلي من المبنى في حين تبرد الهواء الخارجي.
المكونات الرئيسية لمضخة حرارية هوائية المصدر هي:
- وشيعة تبادل حراري خارجية (قطعة خارجية)، تستخرج الحرارة من الهواء الجوي
- وشيعة تبادل حراري داخلية (قطعة داخلية)، تنقل الحرارة إلى مجاري (دكتات) الهواء الساخن، أو نظام تدفئة/تسخين داخلي مثل نظام المشعات المملوءة بالماء، أو دارة تحت أرضية، أو خزان الماء الساخن.

يمكن للمضخات الحرارية الهوائية توفير تدفئة داخلية منخفضة الكلفة نسبيًا. يمكن لمضخة حرارية مرتفعة المردود توفير ما يصل إلى أربعة أضعاف الحرارة التي توفرها مدفأة تعمل على المقاومة الكهربائية عند استخدامهما نفس مقدار الطاقة الكهربائية. تتأثر الكلفة الإجمالية (كلفة العمر الكامل) لمضخة حرارية هوائية بسعر الكهرباء مقارنة بسعر الغاز (عند توافره). ينتج حرق الغاز أو النفط انبعاثات ثنائي أكسيد الكربون بالإضافة إلى ثنائي أكسيد النتروجين، ما يمكن أن يكون ضارًا بالصحة. لا تصدر المضخة الحرارية الهوائية ثنائي أكسيد الكربون ولا ثنائي أكسيد النتروجين ولا أي نوع آخر من الغازات. تستخدم مقدارًا قليلًا من الكهرباء لنقل كمية كبيرة من الحرارة: يمكن أن تكون الكهرباء من مصادر طاقات متجددة، أو يمكن توليدها من محطات طاقة تعمل على حرق الوقود الأحفوري.
يمكن لمضخة حرارية هوائية منزلية «عادية» أن تستخرج الحرارة المفيدة حتى الوصول إلى ما يقارب 15- درجة مئوية (5 درجات فهرنهايت). تكون المضخة الحرارية أقل فعالية عند درجات حرارة خارجية أبرد: يمكن عندها إطفاؤها والاكتفاء باستخدام نظام التدفئة الثانوي في المبنى إذا كان النظام الثانوي كبيرًا بالقدر الكافي. هناك مضخات حرارية مصممة خصيصًا تستطيع استخراج الحرارة المفيدة إلى درجات أقل حتى من درجة حرارة الهواء الخارجي، لكن ذلك يحدث مقابل الاستغناء عن فدر من فعالية الأداء في وضع التبريد.

## في المناخات الباردة
يمكن لمضخة حرارية هوائية المصدر مصممة خصيصًا لمناخات قارسة البرودة أن تستخرج حرارة مفيدة من هواء جوي تصل برودته إلى 30- درجة مئوية (22- درجة فهرنهايت). من بين الشركات الصانعة شركتا ميتسوبيشي وفوجيتسو. يمكن لأحد طرازات شركة ميتسوبيشي توفير الحرارة عند درجة حرارة 35- درجة مئوية، لكن معامل الأداء ينخفض إلى 0.9، ما يعني أن التدفئة بمقاومة الكهرباء ستكون أكثر كفاءةً عند درجة الحرارة تلك. وفقًا لمعطيات الشركة الصانعة، فإن معامل الأداء عند درجة حرارة 30- درجة مئوية هو 1.1، مع أن منشورات الشركة الصانعة تدعي بنفس الوقت أن معامل الأداء الأدنى 1.4 وتعد بأداء مقبول حتى درجة حرارة 30- درجة مئوية. رغم أن المضخات الحرارية هوائية المصدر أقل كفاءة من المضخات الحرارية باطنية المصدر (من باطن الأرض) عند تركيبها بشكل صحيح في المناخات الباردة، فإن الكلفة الابتدائية للمضخات الحرارية هوائية المصدر قد تجعلها أفضل خيار من الناحية العملية أو الاقتصادية. وجدت دراسة أجرتها إدارة الموارد الطبيعية في كندا أن المضخات الحرارية هوائية المصدر للمناخات الباردة تعمل بالفعل في ظروف الشتاء الكندي، بناءً على اختبارات في أوتاوا بمقاطعة أونتاريو في أواخر ديسمبر حتى أوائل يناير عام 2013 باستخدام مضخة حرارية هوائية المصدر للمناخات الباردة تتصل مع نظام تدفئة يعمل على مجاري الهواء الساخن. (لا يقول التقرير بصريح العبارة فيما إذا كان من الأفضل استخدام مصادر تدفئة احتياطية لدرجات حرارة أقل من 30- درجة مئوية. القيمة الدنيا المسجلة في أوتاوا هي 36- درجة مئوية). توفر أنظمة المضخات الحرارية هوائية المصدر للمناخات الباردة 60% من التوفير في الطاقة (ولكن ليس في ما يخص كلفة الطاقة) بالمقارنة مع الغاز الطبيعي، وذلك عند دراسة الفعالية الطاقية ضمن المنزل فقط. أما عند أخذ الفعالية الطاقية لتوليد الكهرباء بعين الاعتبار، فإن المضخات الحرارية هوائية المصدر للمناخات الباردة تستخدم مقدارًا أكبر من الطاقة بالمقارنة مع التدفئة باستخدام الغاز الطبيعي، وذلك في مقاطعات أو مناطق (ألبيرتا، نوفا سكوتيا، المناطق الشمالية الغربية)، حيث كان توليد الطاقة بحرق الفحم الأسلوب السائد لتوليد الكهرباء. (لم تكن مقادير التوفير الطاقي في ساسكاتشيوان تستحق الذكر. والمقاطعات الأخرى تستخدم الطاقة الكهرمائية و/أو النووية بشكل أساسي). رغم المقادير المؤثرة لتوفير الطاقة مقارنةً بالغاز في المقاطعات التي لا تعتمد على الفحم بشكل رئيسي، جعل ارتفاع سعر الكهرباء مقارنةً مع الغاز الطبيعي (رجوعًا إلى السعر للمستهلك عام 2012 في أوتاوا، أونتاريو) من الغاز الطبيعي مصدرًا أرخص للطاقة. (لم يحسب التقرير كلفة التشغيل في مقاطعة كيبك، حيث تنخفض أسعار الكهرباء، ولم يظهر أثر أسعار الكهرباء المتغيرة مع زمن الاستعمال). وجدت الدراسة أن المضخات الحرارية هوائية المصدر للمناخات البادرة في أوتاوا تكلف أكثر بنسبة 124% للتشغيل مقارنةً بأنظمة الغاز الطبيعي. ولكن، في المناطق التي لا يتوفر فيها الغاز الطبيعي لأصحاب المنازل، يمكن تحقيق توفير كلفة طاقية يصل إلى 59% مقارنةً بالتدفئة باستخدام الوقود النفطي. لاحظ التقرير أن ما يقارب مليون مقيم في كندا (8% من عدد السكان) ما يزالون يتدفؤون باستخدام الوقود النفطي. يظهر التقرير توفيرًا في الكلفة الطاقية مقداره 54% للمضخات الحرارية هوائية المصدر للمناخات الباردة مقارنةً بالتدفئة تحت الأرضية باستخدام المقاومة الكهربائية. بناءً على هذه المقادير من التوفير، أظهر التقرير إمكانية استرداد تكلفة استبدال أنظمة المضخات الحرارية هوائية المصدر للمناخات الباردة بأنظمة عاملة على الوقود النفطي أو بأنظمة التدفئة تحت الأرضية العاملة على المقاومة الكهربائية خلال خمس سنوات. (لم يحدد التقرير فيما لو أخذت هذه الحسابات بعين الاعتبار الاحتياج المحتمل إلى تطوير في خدمة الشبكة الكهربائية عند التحويل من الوقود النفطي. يفترض ألا يكون هناك حاجة إلى تطوير خدمة الشبكة الكهربائية عند الانتقال من التدفئة باستخدام المقاومة الكهربائية). أشار التقرير إلى وجود تراوح أكبر في درجات حرارة الغرف عند استخدام المضخات الحرارية بسبب دورات منع التجمد (راحة حرارية أقل).

## اقرأ أيضا
- تدفئة بمضخة حرارية